# クーロンブロッケード
クーロンブロッケード（くーろんぶろっけーど、Coulomb blockade, CB）とは、接合容量が低いトンネル接合を一つ以上含むような電子素子において、バイアス電圧が小さい時に電気抵抗が増大する現象である。
その名はシャルル・ド・クーロン (Charles-Augustin de Coulomb) にちなむ。

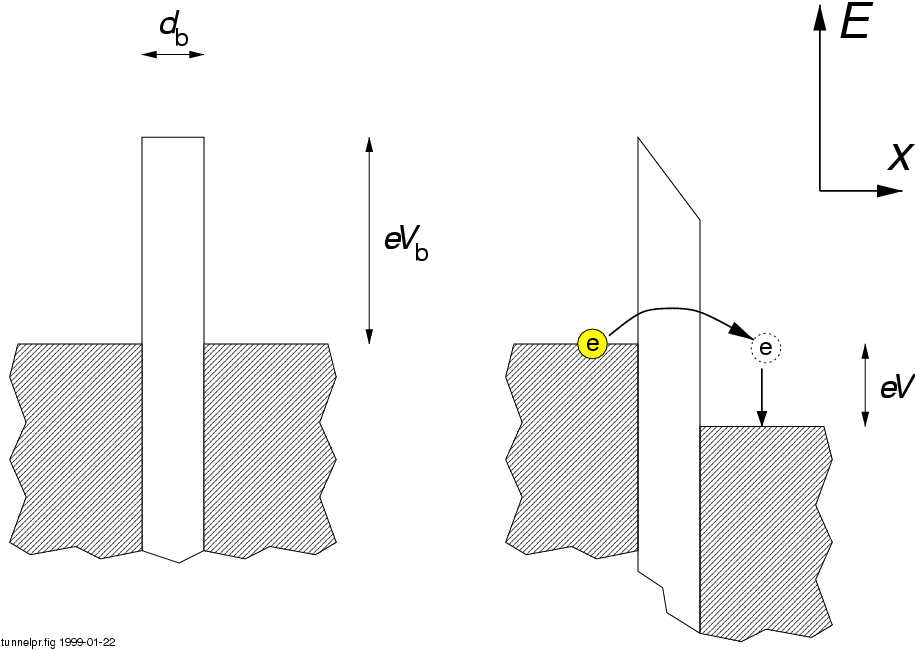
電子が絶縁障壁を通り抜けてトンネルする過程

## 原理
最も単純な構造のトンネル接合は、二枚の導電性の電極が薄い絶縁障壁で隔てられているものである。電極が常伝導体である場合、言い換えると超伝導体でも半導体でもない場合には、電流を運ぶのは電気素量に等しい電荷を持つ電子である。
もし電極が超伝導体であれば、電気素量の二倍の電荷を持つクーパー対が電流を運ぶことになる。
以下の記述はN（normal conductor、常伝導体）電極に挟まれたI（insulating barrier、絶縁障壁）層からなるトンネル接合（NIN接合）についてのものである。
古典電磁気学の法則に従えば、絶縁障壁を越えて電流が流れることはありえない。
ところが、量子力学の法則では、電子が障壁の片側から反対側に移動する確率はゼロにならない（トンネル効果）。
これはバイアス電圧をかけると電流が流れるということである。
余分な効果を全て無視するいわゆる第一近似では、トンネル電流はバイアス電圧に比例する。
電気工学の用語で言うと、トンネル接合は抵抗値一定の抵抗器としてはたらく。あるいはオームの法則が成立するとも言える。抵抗値は障壁層の厚さに指数関数的に依存するが、典型的な厚さの値は数nmのオーダーである。
二枚の導体が絶縁層を挟んでいる構造には抵抗値のほかに静電容量が生じるので、トンネル接合はコンデンサとしての性質も持っている。この文脈で絶縁体は誘電体と呼ばれることもある。
電荷は離散化された存在であるため、トンネル接合を電流が流れるとき、実際には一個の電子が障壁を通り抜ける（トンネルする）イベントが連続的に起こっている（二個の電子が同時にトンネルするような過程は無視できるものとする）。
電子が一個トンネルすると、コンデンサとしてのトンネル接合は電気素量一つ分帯電することになり、結果として電圧が{\displaystyle U=e/C} だけ上昇する。
ここで{\displaystyle e}は電気素量1.6×10-19 [C]、{\displaystyle C} は接合容量である。
接合容量が非常に小さければ、電圧上昇は次の電子のトンネルを阻害するほど大きくなる。
バイアスがこれを打ち消せなければ電流が低下するので、素子抵抗は電圧に対して一定（オーミック）ではなくなる。
このようにゼロバイアス近辺で微分抵抗が増大する現象をクーロンブロッケードと呼んでいる。

## クーロンブロッケード効果が起きる条件
クーロンブロッケードを観測するには、特徴的な静電エネルギーの大きさ{\displaystyle \Delta E_{C}={\frac {e^{2}}{2C}}}（接合を電子一個分帯電させるために必要なエネルギー）が電子の熱エネルギー以上でなければならない。
例えば接合容量が1fF (10-15F) 以下であれば、必要な温度はおよそ1K以下である。この温度は希釈冷凍機などで容易に実現できる。
比誘電率10・厚さ1nmの酸化絶縁層を用いて平行平板コンデンサ型のトンネル接合を作成し、1fFの電気容量を持たせたいとすれば、必要となる電極の面積はおよそ100nm×100nmである。このスケールの構造を電子ビームリソグラフィとシャドウマスク法などを用いて作成するのは困難ではない。
トンネル接合の抵抗値{\displaystyle R}についても原理的な制約がある。電子一個のトンネルに伴う静電エネルギーの励起は回路の時定数{\displaystyle \tau =RC}程度の有限の寿命を持つと考えられる。このため励起状態のエネルギーは{\displaystyle \Delta E_{C}}の周りでローレンツ型に広がって分布する。基底状態から{\displaystyle \Delta E_{C}}までの高さが広がりの幅（およそ{\displaystyle h/\tau }）よりも小さい場合、ここまでに記した半古典描像が適用できなくなり、明確なクーロンブロッケードは観測できない。条件は{\displaystyle \Delta E_{C}={\frac {e^{2}}{2C}}\gg {\frac {h}{RC}}}であるから、抵抗値は{\displaystyle R\gg {\frac {h}{e^{2}}}}でなければならない。この値{\displaystyle h/e^{2}}は抵抗量子に等しい。
これ以外にも、トンネル接合と測定機器をつなぐ導線の電気容量が相対的に大きいとクーロンブロッケードを観測できなくなる。

## 単電子トランジスタ

単電子トランジスタのエネルギーダイアグラム。左から右にソース電極・島・ドレイン電極のエネルギー準位を示す。上はトランジスタが遮断状態にあるとき、下は導通状態にあるときの図

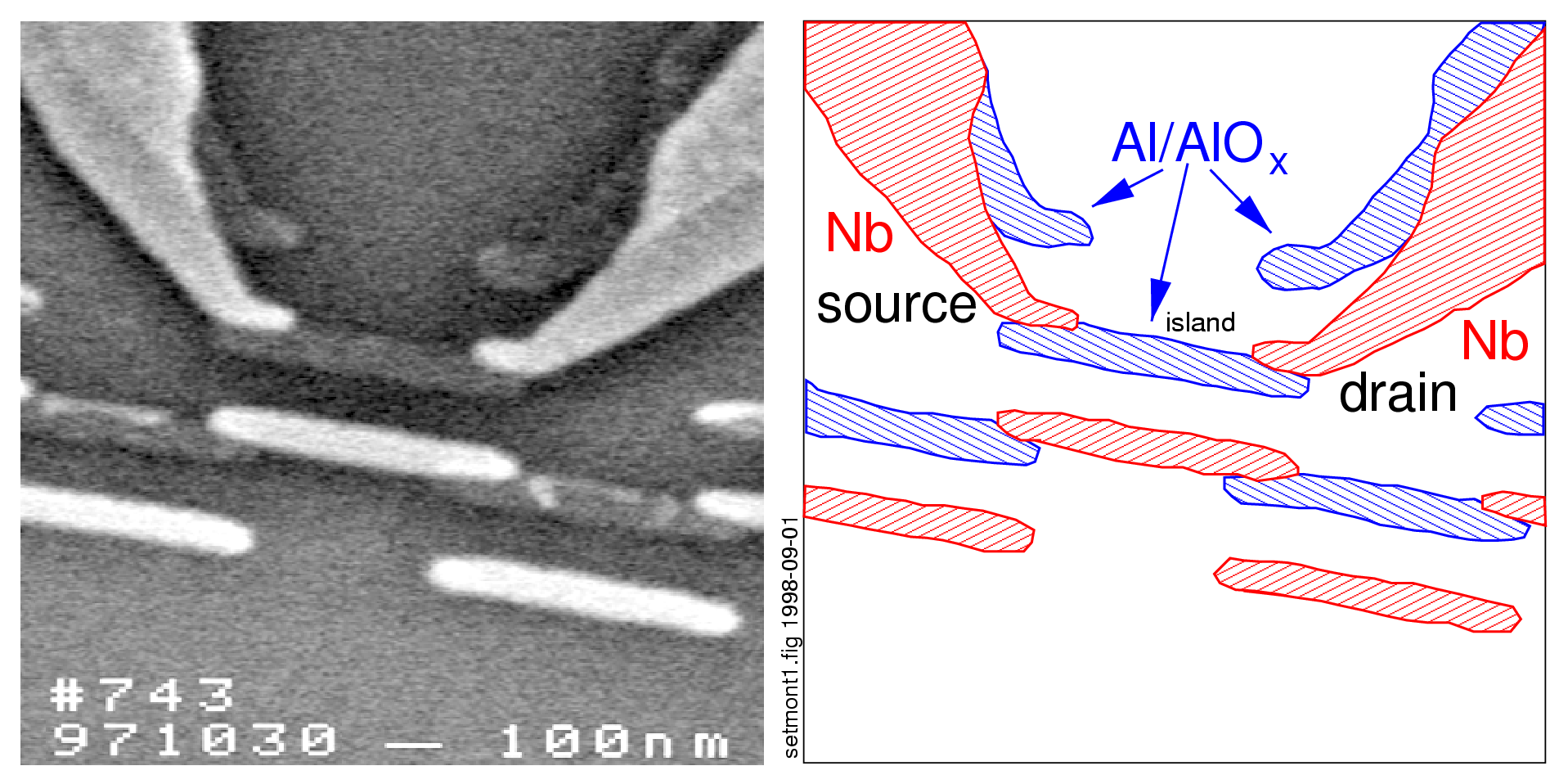
ニオブの導線とアルミニウムの島電極からなる単電子トランジスタの例

クーロンブロッケード効果を利用した素子の中で最も単純なものは、いわゆる単電子トランジスタである。これは自己容量の低い電極を介して二つのトンネル接合を直列に接続したもので、接合に挟まれた中央電極は島（導体島、クーロン島）と呼ばれる。さらにもう一つの電極（ゲート）を島と静電的に結合させ、これによって島の電位を調節する。
ソース電極から電子がトンネル可能なエネルギー準位が島内部に存在しない時には、接合は遮断状態にある（上図、赤の点）。
このとき、島内部で低エネルギーの準位は全て占有されている。
ゲート電極に正の電圧がかかると、島のエネルギー準位は下方にシフトする。
ソース電極内の電子(緑の点、1.)は島内にトンネルしてそれまで空だったエネルギー準位を占有することができるようになる(2.)。
電子はそのままドレイン電極にトンネルしていき(3.)、そこで非弾性散乱を起こしてドレイン電極のフェルミ準位に落ち込む(4.)。
島のエネルギー準位間隔は一定値{\displaystyle \Delta E}を取る。
{\displaystyle \Delta E}は島に電子が一個入っている時、続いてもう一つの電子が入っていくのに必要なエネルギーで、自己容量{\displaystyle C}に依存しており、{\displaystyle C}が低いほど大きくなる。
ここまでの話は{\displaystyle \Delta E}が熱エネルギー{\displaystyle k_{B}T}より大きいことを前提にしている。さもなければ、ソース電極の電子は熱的に励起され、ゲート電圧に関わらずクーロン島の非占有準位に届いてしまうので、ブロッケード効果は観測できない。

## クーロンブロッケード温度計
典型的なクーロンブロッケード温度計は、多数の金属島を薄い障壁層で一列に接続したものである。
島と島の間にはトンネル接合が形成されるので、電圧が印加されると電子は接合を通り抜けてゆく。
トンネル頻度、すなわち伝導度は系の温度および島の静電エネルギーに依存する。
クーロンブロッケード温度計はトンネル接合アレイの伝導特性を利用した一次温度計である。
微分伝導度の極小の半値全幅が{\displaystyle V_{1/2}=5.439Nk_{B}T/e}と表されることから、その測定値と基礎定数を用いて絶対温度の値を得ることができる。